# Lircay (rivière)
Pour les articles homonymes, voir Lircay.
Le Lircay, est une rivière à proximité de la ville de Talca, dans la région du Maule au Chili.

## Histoire
Une bataille s'est déroulée sur ses rives le 17 avril 1829